# 長福寺 (生駒市)

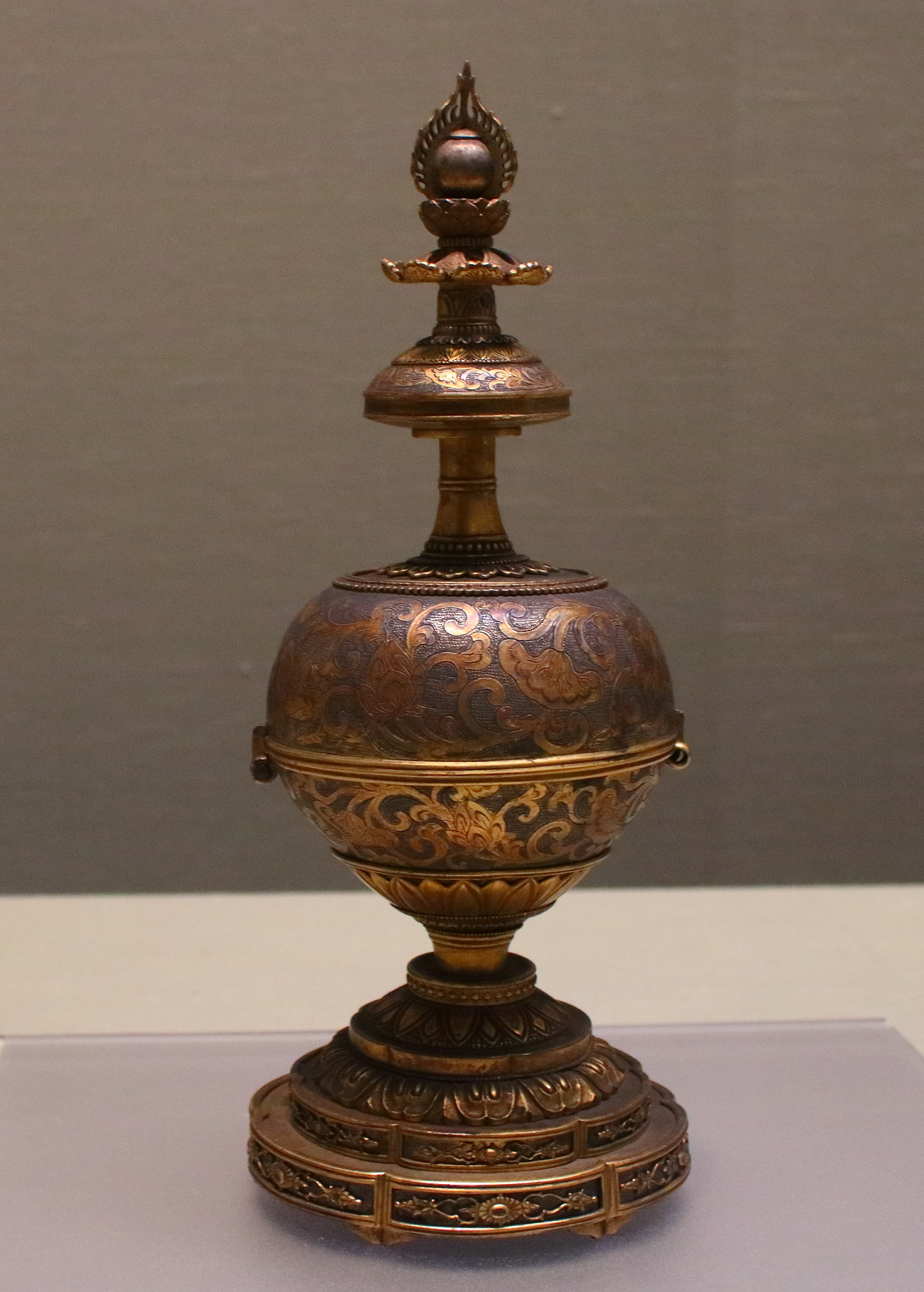
金銅能作生塔（国宝）

長福寺（ちょうふくじ）は、奈良県生駒市俵口町にある真言律宗の寺院。山号は金龍山。開基は行基、本尊は阿弥陀如来坐像。

## 歴史
- 寺伝によると奈良時代に聖武天皇の勅願により僧・行基が開創したと伝えられるが、詳細は不明である。
- 2012年から地盤沈下の影響に伴い、県文化財保存事務所が同年9月から解体修理を行っており、2016年7月に完成予定である[2][3][4]。文化財ではあるがこの工事で、地震対策のため柱は制震構造を採用した。

## 建造物
- 本堂（重要文化財）

鎌倉時代後期に建立された入母屋造 ・本瓦葺の建物。

## 文化財

### 国宝
- 金銅能作生塔（のうさしょうとう）

鎌倉時代の代表的な金工作品といえる銅製の能作生塔（万物生成をつかさどる根源の珠・如意宝珠を納める塔）で、頂には三方火焔付き宝珠を蓮台にのせ、塔身部は魚々子（ななこ）地に蓮華唐草文様を線刻し鍍金・鍍銀を施こされている（東京国立博物館寄託）。

### 重要文化財
- 本堂

### その他の文化財
- 木造阿弥陀如来坐像
- 木造地蔵菩薩立像
- 木造聖徳太子立像（孝養太子像）

## アクセス
- 近鉄奈良線生駒駅から奈良交通バス（生駒台循環）「俵口阪奈中央病院」下車